# Refuge Alpin du Tour
Das Refuge Alpin du Tour oder Chalet Alpin du Tour ist eine Schutzhütte des Club Alpin Français in Frankreich. Sie befindet sich in der Gemeinde von Chamonix, im Weiler von Tour, am Fuß des Gletschers du Tour, im Vallée Blanche. Das Refuge befindet sich auf der Tour du Mont-Blanc.

## Lage
Die Schutzhütte befindet sich ungefähr 12 km nördlich von Chamonix und 10 km von der Schweizer Grenze entfernt. Diese Position ermöglicht es seinen Besuchern, auf den berühmtesten Berg Europas zu klettern oder zu wandern.